# Torrey Craig
Torrey Craig (Columbia, Carolina del Sur, 19 de diciembre de 1990) es un jugador de baloncesto estadounidense que pertenece a la plantilla de los Boston Celtics de la NBA. Con 1,96 metros de estatura, juega en la posición de alero.

## Trayectoria deportiva

### Universidad
Jugó cuatro temporadas con los Spartans de la Universidad de Carolina del Sur Upstate, en las que promedió 16,2 puntos, 7,2 rebotes, 1,8 asistencias y 1,1 robos de balón por partido. En su primera temporada fue elegido Novato del Año de la Atlantic Sun Conference, mientras que al año siguiente sería nombrado Jugador del Año. en sus tres últimas temporadas fue además incluido en el mejor quinteto de la conferencia.

### Profesional

#### Australia y Nueva Zelanda
Tras no ser elegido en el Draft de la NBA de 2014, fichó por los Cairns Taipans de la NBL australiana. En su primera temporada, saliendo desde el banquillo, promedió 8,9 puntos y 5,7 rebotes por partido.
Al término de esa primera temporada, firmó con los Wellington Saints de la liga de Nueva Zelanda, con los que disputó 17 partidos en los que promedió 20,3 puntos y 9,1 rebotes. Fue elegido MVP del campeonato. Regresó en agosto de 2015 a los Taipans para una segunda temporada, en la que ya tuvo más notoriedad en el equipo, promediando 11,6 puntos y 6,1 rebotes por partido. Regresó nuevamente a los Saints en enero de 2016, en la que mejoró sus números hasta los 20,9 puntos y 9,8 rebotes por encuentro.
En mayo de 2016 firmó por los Brisbane Bullets de la NBL Australia, equipo que llevaba 8 años apartado de la competición. Disputó 28 partidos como titular, en los que promedió 15,2 puntos y 8,0 rebotes. Completó la temporada jugando en el Gold Coast Rollers de la pequeña liga de Queensland.

#### NBA
A finales de junio de 2017, fue invitado por los Denver Nuggets a participar en las Ligas de Verano de la NBA, disputando seis partidos en los que promedió 11,5 puntos y 4,8 rebotes, que sirvieron para que firmara un contrato de dos vías con el equipo para disputar también la NBA G League con los Sioux Falls Skyforce. Debutó en la NBA el 28 de noviembre, en un partido ante Utah Jazz.
Después de tres años en Denver, el 22 de noviembre de 2020, firma con Milwaukee Bucks. El 17 de marzo de 2021 fue traspasado a los Phoenix Suns. Esa temporada llegó a las Finales de la NBA con los Suns, perdiendo 4-2 contra su anterior equipo, los Bucks.
El 20 de agosto de 2021, firma como agente libre con Indiana Pacers.
El 10 de febrero de 2022, regresa a Phoenix al ser traspasado por Jalen Smith.
El 3 de julio de 2023 firmó por dos temporadas con los Chicago Bulls.
Durante su segundo año en Chicago, el 3 de febrero de 2025, es cortado por los Bulls. Tres días después, el 6 de febrero, firma con Boston Celtics hasta final de temporada.

## Estadísticas de su carrera en la NBA

### Temporada regular
| Año     | Equipo    | PJ  | PT  | MPP  | %TC  | %3P  | %TL  | RPP | APP | ROB | TPP | PPP |
| ------- | --------- | --- | --- | ---- | ---- | ---- | ---- | --- | --- | --- | --- | --- |
| 2017-18 | Denver    | 39  | 5   | 16.1 | .453 | .293 | .629 | 3.3 | .6  | .3  | .4  | 4.2 |
| 2018-19 | Denver    | 75  | 37  | 20.0 | .442 | .324 | .700 | 3.5 | 1.0 | .5  | .6  | 5.7 |
| 2019-20 | Denver    | 58  | 27  | 18.5 | .461 | .326 | .611 | 3.3 | .8  | .4  | .6  | 5.4 |
| 2020-21 | Milwaukee | 18  | 0   | 11.2 | .391 | .364 | .500 | 2.4 | .9  | .5  | .4  | 2.5 |
| 2020-21 | Phoenix   | 32  | 8   | 18.8 | .503 | .369 | .800 | 4.8 | 1.0 | .6  | .6  | 7.2 |
| 2021-22 | Indiana   | 51  | 14  | 20.3 | .456 | .333 | .771 | 3.8 | 1.1 | .5  | .4  | 6.5 |
| 2021-22 | Phoenix   | 27  | 2   | 20.8 | .450 | .323 | .706 | 4.3 | 1.2 | .8  | .6  | 6.9 |
| 2022-23 | Phoenix   | 79  | 60  | 24.7 | .456 | .395 | .711 | 5.4 | 1.5 | .6  | .8  | 7.4 |
| 2023-24 | Chicago   | 53  | 14  | 19.8 | .430 | .392 | .750 | 4.1 | 1.1 | .6  | .4  | 5.7 |
| 2024-25 | Chicago   | 9   | 1   | 12.5 | .489 | .429 | .750 | 2.8 | .6  | .2  | .1  | 6.9 |
| Total   | Total     | 441 | 168 | 19.8 | .454 | .355 | .703 | 4.0 | 1.1 | .5  | .6  | 6.0 |

### Playoffs
| Año   | Equipo  | PJ | PT | MPP  | %TC  | %3P  | %TL  | RPP | APP | ROB | TPP | PPP |
| ----- | ------- | -- | -- | ---- | ---- | ---- | ---- | --- | --- | --- | --- | --- |
| 2019  | Denver  | 14 | 11 | 23.6 | .478 | .472 | .563 | 5.1 | .9  | .5  | .4  | 6.6 |
| 2020  | Denver  | 19 | 3  | 19.7 | .423 | .262 | .692 | 3.3 | .7  | .4  | .4  | 4.5 |
| 2021  | Phoenix | 22 | 0  | 12.1 | .427 | .405 | .615 | 2.9 | .4  | .0  | .4  | 4.0 |
| 2022  | Phoenix | 9  | 0  | 7.6  | .364 | .300 | .500 | 1.7 | .6  | .4  | .2  | 2.2 |
| 2023  | Phoenix | 11 | 5  | 16.7 | .578 | .440 | .889 | 2.3 | .5  | .5  | .2  | 6.5 |
| Total | Total   | 75 | 19 | 16.3 | .457 | .380 | .660 | 3.2 | .6  | .3  | .3  | 4.7 |

## Vida personal
Tiene un hijo, Braylon, nacido el 4 de junio de 2014.